# Гусаровка (Гомельская область)
Гусаровка (бел. Гусараўка) — деревня в Дворецком сельсовете Рогачёвского района Гомельской области Беларуси.

## География

### Расположение
В 14 км на запад от районного центра и железнодорожной станции Рогачёв (на линии Могилёв — Жлобин), 135 км от Гомеля.

## Транспортная сеть
На автодороге Бобруйск — Гомель. Планировка состоит из прямолинейной улицы близкой к широтной ориентации, к которой на востоке присоединяется короткая прямолинейная меридиональноя улица. Застройка двусторонняя, деревянная, усадебного типа.

## История
По письменным источникам известна с XIX века как селение в Луковской волости Рогачёвского уезда Могилёвской губернии. В 1909 году посёлок Гусаровка (он же Гусаров Лог), 340 десятин земли. В 1931 году жители вступили в колхоз. Во время Великой Отечественной войны в июне 1944 года оккупанты сожгли 18 дворов и убили 20 жителей. 33 жителя погибли на фронте. В 1945 году в деревню переселилась часть жителей посёлка Лучинский, в 1980 году присоединён посёлок Заболцкий. Согласно переписи 1959 года в составе колхоза «Ленинская жизнь» (центр — деревня Кошара).

## Население

### Численность
- 2004 год — 58 хозяйств, 123 жителя.

### Динамика
- 1897 год — 21 двор, 73 жителя (согласно переписи).
- 1909 год — 25 дворов, 145 жителей.
- 1925 год — 34 двора.
- 1940 год — 50 дворов 297 жителей.
- 1959 год — 285 жителей (согласно переписи).
- 2004 год — 58 хозяйств, 123 жителя.